# Фогтсдорф
Фогтсдорф (нем. Voigtsdorf) — община в Германии, в земле Мекленбург-Передняя Померания.
Входит в состав района Мекленбург-Штрелиц. Подчиняется управлению Вольдег.  Население составляет 110 человек (на 31 декабря 2010 года). Занимает площадь 7,62 км².